# Comerț

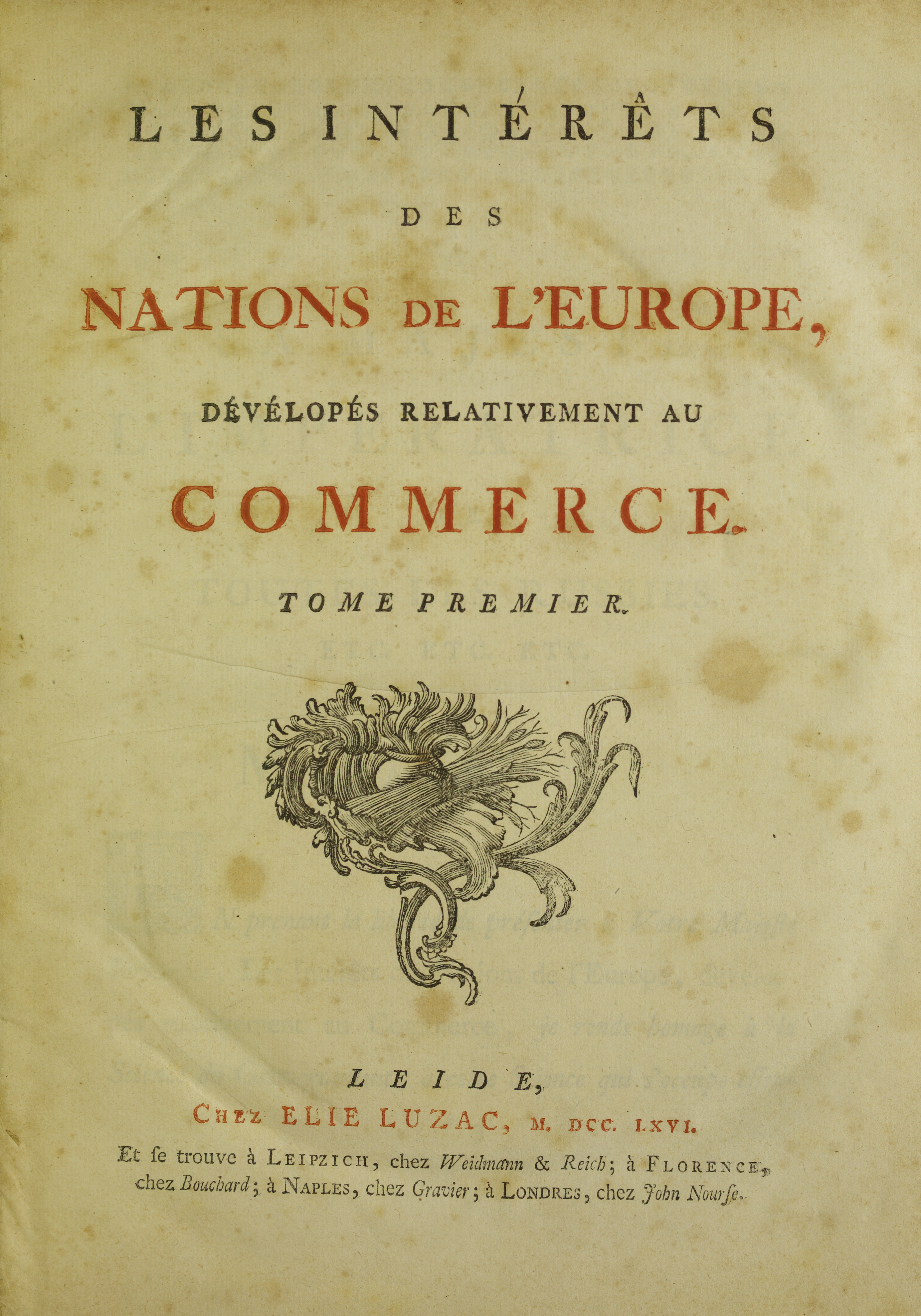
Intérêts des nations de l'Europe, dévélopés relativement au commerce, 1766

Prin comerț se înțelege oferta unor mărfuri, în schimbul unor mijloace de plată (bani) sau alte mărfuri de schimb, prețul acestor mărfuri fiind stabilit după raportul pe piață dintre „cerere” și „ofertă”.
Comerțul se limitează la cumpărarea, transportul și vânzarea mărfurilor. Dacă societatea unde are loc comerțul este mai diferențiată și complexă apare necesitatea experților în acest schimb de produse.
Comerț în sensul strict al cuvântului, există numai acolo unde al treilea participant (comerciantul) este implicat participă activ și realizează un profit prin schimbul de mărfuri. Acest schimb a determinat necesitatea unor înțelegeri sau acorduri comerciale, prin care se stabilesc anumite reguli dintre parteneri, fiind acorduri regionale sau extinse
În cadrul comerțului se mai poate aminti exportul și importul de mărfuri, precum și taxele vamale, acestea din urmă având o tendență de dispariție prin procesul de globalizare.
Există și unele aspecte negative al comerțului, ca de exemplu:
- Comerțul cu sclavi
- Comerțul cu droguri
- Comerțul cu arme
- Comerțul cu organe (umane)
- Comerțul cu femei (prostituție)
- Comerțul cu copii

În anul 1991, 70% din comerțul mondial se desfășura pe căile maritime.
În 2011, 92 la sută din comerțul mondial se desfășoară pe mare.
Țara europeană cu cel mai mare volum al comerțului este Germania. Având o industrie foarte dezvoltată, Germania exportă foarte multe produse prelucrate, dar are nevoie de o cantitate mare de materii prime și combustibili, pe care le importa din alte țări. De asemenea, Germania importă o mare parte din produsele alimentare de care are nevoie, deoarece agricultura nu acoperă tot consumul populației.

## Etimologie
Commerce este derivat din Commercium, limba latină, de la cum "împreună" și merx "mărfuri".

## Istoric

### Preistorie
Comerțul a provenit din comunicarea umană în perioadele preistorice. Comercializarea a fost principala facilitate a oamenilor preistorici, care au făcut schimb de bunuri și servicii unul față de celălalt înainte de inovarea monedei moderne. Peter Watson datează istoria comerțului pe distanțe lungi de la circa 150.000 de ani î.Hr.
În regiunea mediteraneană, cel mai vechi contact între culturi a fost reprezentat de membrii speciei Homo sapiens, folosind în principal fluviul Dunărea, la un moment dat începând cu 35.000-30.000 de ani î.Hr.

Caduceul a fost folosit astăzi ca simbol al comerțului cu care Mercur a fost în mod tradițional asociat.

### Istoria antică
Comerțul se crede că a avut loc în mare parte din istoria umană înregistrată. Există dovezi ale schimbului de obsidian și silex în timpul erei de piatră. Comerțul cu obsidian este considerat a avut loc în Guineea din 17.000 î.Hr.
Comerțul în epoca de piatră a fost investigat de Robert Carr Bosanquet în săpăturile din 1901. Comerțul se crede că a început mai întâi în Asia de sud-vest. 
Dovezile arheologice de utilizare a obsidianului oferă date despre modul în care acest material a fost tot mai mult alegerea preferată, mai degrabă decât chert de la sfârșitul mesolitului până la neolit, necesitând schimburi,  deoarece depozitele de obsidian sunt rare în regiunea mediteraneeană.